# Jan Kazimierz Kierdej
Jan Kazimierz Kierdej (Kierdey) herbu Bełty (zm. 8 kwietnia 1685) – łowczy wielki litewski od 1683 roku, kasztelan trocki od 1684 (zm. nie objąwszy urzędu), marszałek sejmu nadzwyczajnego w Warszawie w 1670 roku, marszałek grodzieński od 1669 roku, starosta przewalski i filipowski.
Syn Eustachego, kasztelana żmudzkiego i sędzianki ziemskiej trockiej Zofii Chrapowickiej.
W 1648 był dworzaninem królewskim, posłował z powiatu grodzieńskiego na elekcję Jana II Kazimierza. W 1649 mianowany chorążym grodzieńskim. Brał udział w walkach z kozakami i Szwedami. 17 października 1655 roku złożył przysięgę na wierność carowi Aleksemu Michajłowiczowi.
Poseł na sejm nadzwyczajny 1652 roku, poseł sejmiku wołkowyskiego na sejm zwyczajny 1654 roku, poseł sejmiku mielnickiego na sejm 1661 roku, poseł sejmiku pozwolskiego na sejm 1662 roku, poseł sejmiku grodzieńskiego na drugi sejm 1666 roku, sejm 1667 roku, poseł sejmiku kowieńskiego na sejm nadzwyczajny abdykacyjny 1668 roku.
W 1665 został posłem grodzieńskim na konwokację grodzieńską.  Poseł na sejm elekcyjny 1669 roku, 1670 (nadzwyczajny), 1670 (zwyczajny), 1672 (nadzwyczajny), na zjazd warszawski i sejm pacyfikacyjny 1673, konwokacyjny 1674 i elekcyjny 1674 roku. Na sejmie 1667 roku wyznaczony z Koła Poselskiego komisarzem do zapłaty wojsku Wielkiego Księstwa Litewskiego. Był członkiem konfederacji kobryńskiej  wojsk Wielkiego Księstwa Litewskiego w 1672 roku. Jako poseł grodzieński na sejm konwokacyjny 1674 roku był członkiem konfederacji generalnej zawiązanej 15 stycznia 1674 roku na tym sejmie. Elektor Jana III Sobieskiego z powiatu grodzieńskiego w 1674 roku. Poseł sejmiku grodzieńskiego na sejm koronacyjny 1676 roku. sejm 1681 roku, poseł na sejm 1677 roku, sejm 1683 roku. W 1677 i 1683 roku jako poseł został deputatem Trybunału Skarbowego Wielkiego Księstwa Litewskiego. Deputat do konstytucji z Wielkiego Księstwa Litewskiego w 1683 roku.